# 國道2號 (印度舊國道)

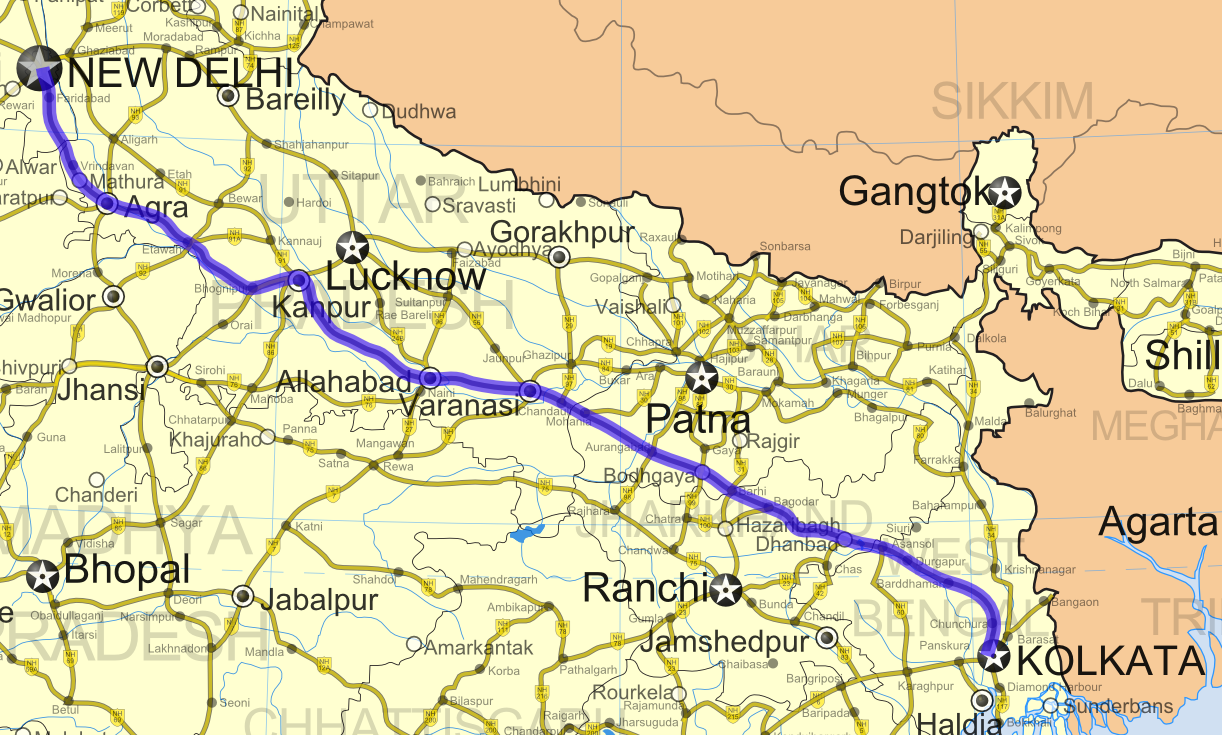
國道2號路線示意圖

國道2號（英語：National Highway 2，簡稱NH2），通稱德里-加爾各答公路，是連接印度首都新德里克什米爾門和東部最大城市加爾各答的國道，是昔日連接喀布爾和孟加拉的主幹道的一部份。
全長1,465公里。經過法里達巴德（哈里亞納邦）、馬圖拉、阿格拉、菲羅扎巴德、坎普爾、安拉阿巴德、瓦拉納西（北方邦）、莫赫尼亞（比哈爾邦）、伯爾希（賈坎德邦）、阿散索爾、杜爾加布爾、巴德塔曼（西孟加拉邦）等城市。在德里進入環形路後改稱國道1號。
絕大部份路段都屬於黃金四角公路系統的一部分。